# ذکاءالملک (نقاشی)
 ذُکاءُالمُلک یکم  نقاشی رنگ روغن اثر کمال‌الملک است. این اثر بر روی کرباس و در سال ۱۲۹۲ خورشیدی کشیده شده است.
نقاشی، تصویر محمدحسین فروغی پدر محمدعلی فروغی را نمایش می‌دهد.